# MELF

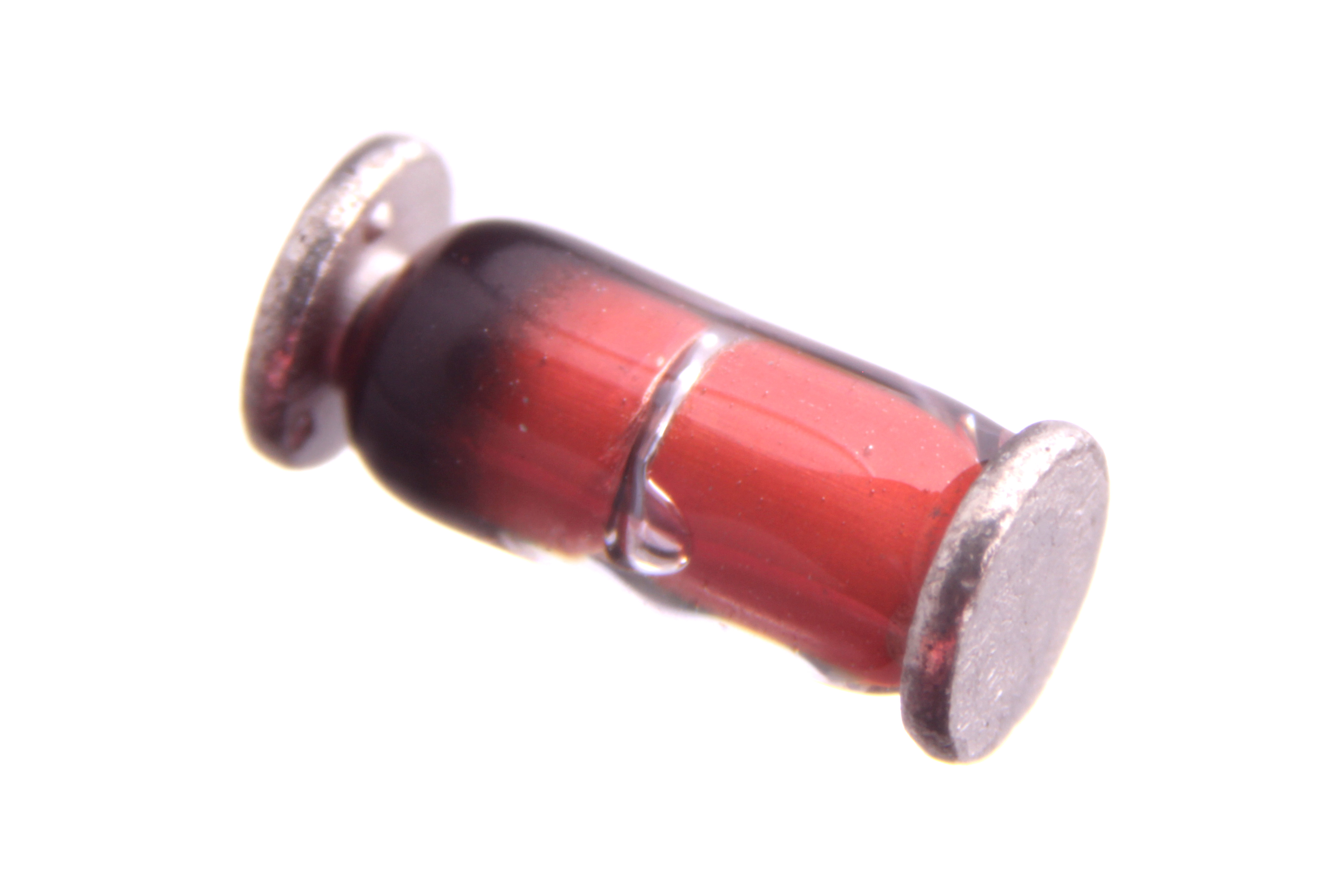
Díode MiniMelf

La cara sense plom de l'elèctrode metàl·lic (MELF) és un tipus de dispositiu electrònic de muntatge en superfície cilíndric sense plom que està metal·litzat als seus extrems. Els dispositius MELF solen ser díodes i resistències.
Les normes EN 140401-803 i JEDEC DO-213 descriuen múltiples components MELF.
Llista de díodes per encapsulat:
| Títol           | SOD     | DO       | Mida                        | V nominal |
| --------------- | ------- | -------- | --------------------------- | --------- |
| MELF (MMB)      | SOD-106 | DO-213AB | L: 5,8 mm, ⌀: 2,2 mm 1,0 W  | 500 V     |
| MiniMELF (MMA)  | SOD-80  | DO-213AA | L: 3,6 mm, ⌀: 1,4 mm 0,25 W | 200 V     |
| MicroMELF (MMU) |         |          | L: 2,2 mm, ⌀: 1,1 mm 0,2 W  | 100 V     |

## Dificultats de maneig

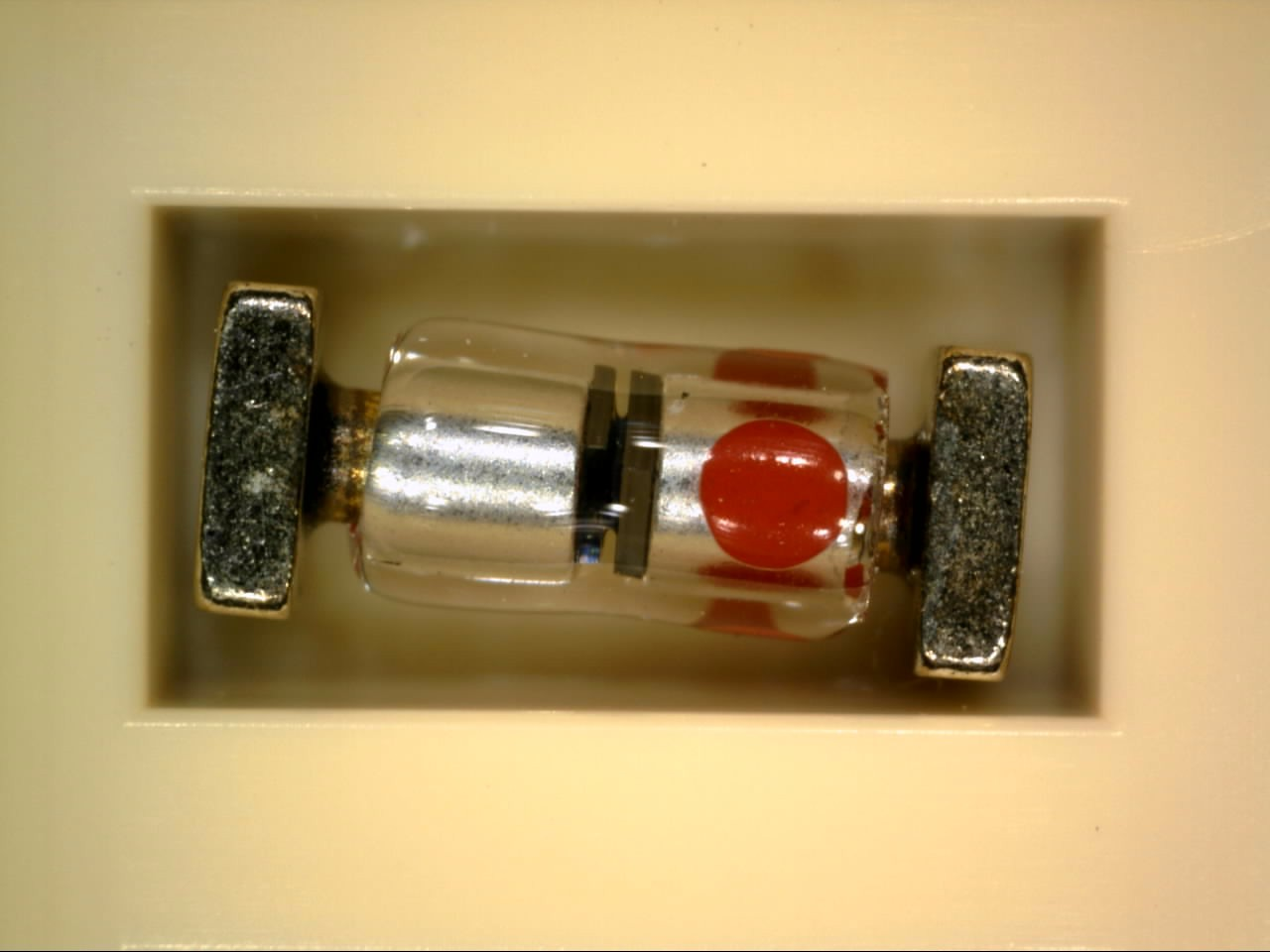
Díode Zener per a aplicacions d'alta fiabilitat en paquet QuadroMELF

A causa de la seva forma cilíndrica i la seva petita mida, en alguns casos aquests components poden sortir fàcilment del banc de treball o la placa de circuit abans que s'hagin soldat al seu lloc. Com a tal, hi ha una broma que suggereix un significat alternatiu per a l'acrònim: Most End up Ying on the Floor. A més, els components MELF de vegades s'anomenen paquets "desenrotllables". Durant la recollida i col·locació SMT automatitzada, això passa sobretot si la pressió mecànica del filtre col·locador SMD és massa baixa. Si els components MELF es col·loquen a la pasta de soldadura amb prou pressió, aquest problema es pot minimitzar. Cal tenir cura amb els díodes de vidre que són menys robusts mecànicament que les resistències i altres components MELF.
Per tal de superar algunes de les dificultats que es troben a l'hora de muntar aquests dispositius, també hi ha variants amb elèctrodes quadrats (ex. SQ MELF, QuadroMELF i B-MELF). Aquestes variants s'utilitzen principalment en díodes semiconductors per a aplicacions on cal l'alta fiabilitat dels paquets de vidre sense buit tancats hermèticament.

## Avantatges tècnics
Malgrat les seves dificultats de maneig, i en el cas particular de les resistències MELF, encara s'utilitzen àmpliament en aplicacions d'alta fiabilitat i precisió on les seves característiques predictibles (per exemple, baixa taxa de fallada amb modes de fallada ben definits), així com el seu major rendiment Els termes de precisió, estabilitat a llarg termini, resistència a la humitat i funcionament a alta temperatura superen amb escreix els seus desavantatges.